# Recorrido de la antorcha olímpica de los Juegos Olímpicos de Sídney 2000
La antorcha olímpica de los XXVII Juegos Olímpicos visitó en casi cuatro meses 12 estados de Oceanía, Nueva Zelanda y toda la geografía de Australia, recorriendo más de 27.000 km tan sólo en este último país. En total participaron cerca de 13.300 portadores (800 en Grecia, 1.500 en Oceanía y Nueva Zelanda y 11.000 en Australia). 
El fuego olímpico fue encendido el 11 de mayo en Olimpia y fue portado por relevos hasta llegar al Estadio Panathinaiko, en Atenas, el 20 de mayo. Acto seguido es embarcado en un vuelo especial de la línea Ansett Australia con destino a la isla de Guam, en el Pacífico Sur para emprender su gira por 12 estados de Oceanía. El 5 de junio llega a tierras de Nueva Zelanda y visita en tres días cinco de las más importantes ciudades de dicho país.
La llegada de la llama a Australia fue prevista en el monumento natural aborigen del monte Uluru, en el corazón del país, a primeras horas del 8 de junio y fue recibida con entusiasmo por medio de una majestuosa ceremonia con cánticos aborígenes.
En total la antorcha viajó por los seis estados y los dos territorios internos que conforman el territorio australiano, recorriendo una distancia de más de 27.000 km (aproximadamente 11.000 portadores colaboraron en los relevos) a lo largo de poco más de tres meses.
Ya el 11 de septiembre por la tarde la antorcha llega a las puertas de la metrópoli de Sídney, recorriendo por dos días sus barrios periféricos con innumerables festejos. Es el día 13 de septiembre que la antorcha hace su entrada triunfal en la ciudad de Sídney. Dos días después llega puntual al Estadio Olímpico y su último relevo, la atleta aborigen, Cathy Freeman, encendió el pebetero instalado sobre una cama de agua dando inicio a los Juegos Olímpicos.

## Recorrido
Esta tabla enumera las ciudades por las que se detuvo la antorcha olímpica en su recorrido. 
| Día              | Ciudad                               | País                                              |
| ---------------- | ------------------------------------ | ------------------------------------------------- |
| 11 de mayo       | Olimpia                              | Grecia                                            |
| 20 de mayo       | Atenas                               | Grecia                                            |
| 22 de mayo       | Agaña                                | Guam                                              |
| 23 de mayo       | Koror                                | Palaos                                            |
| 24 de mayo       | Palikir                              | Micronesia                                        |
| 25 de mayo       | Nauru                                | Nauru                                             |
| 26 de mayo       | Honiara                              | Islas Salomón                                     |
| 27 de mayo       | Port Moresby                         | Papúa Nueva Guinea                                |
| 28 de mayo       | Port Vila                            | Vanuatu                                           |
| 29 de mayo       | Apia                                 | Samoa                                             |
| 30 de mayo       | Pago Pago                            | Samoa Americana                                   |
| 31 de mayo       | Rarotonga                            | Islas Cook                                        |
| 2 de junio       | Nukualofa                            | Tonga                                             |
| 5 de junio       | Queenstown y Christchurch            | Nueva Zelanda                                     |
| 6 de junio       | Wellington                           | Nueva Zelanda                                     |
| 7 de junio       | Rotorua y Auckland                   | Nueva Zelanda                                     |
| 8 de junio       | Uluru y Alice Springs                | Territorio del Norte ( Australia)                 |
| 9 de junio       | Mount Isa                            | Queensland ( Australia)                           |
| 10 de junio      | Longreach y Toowoomba                | Queensland ( Australia)                           |
| 11 de junio      | Warwick y Coolangatta                | Queensland ( Australia)                           |
| 12 de junio      | Southport, Logan Central y Woodridge | Queensland ( Australia)                           |
| 13 de junio      | Nathan y Ipswich                     | Queensland ( Australia)                           |
| 14 de junio      | Brisbane                             | Queensland ( Australia)                           |
| 15 de junio      | Redcliffe y Bokarina                 | Queensland ( Australia)                           |
| 16 de junio      | Tewantin                             | Queensland ( Australia)                           |
| 17 de junio      | Kingaroy                             | Queensland ( Australia)                           |
| 18 de junio      | Maryborugh                           | Queensland ( Australia)                           |
| 19 de junio      | Bundaberg                            | Queensland ( Australia)                           |
| 20 de junio      | Gladstone y Rockhampton              | Queensland ( Australia)                           |
| 21 de junio      | Emerald                              | Queensland ( Australia)                           |
| 22 de junio      | Mackay                               | Queensland ( Australia)                           |
| 23 de junio      | Airlie Beach                         | Queensland ( Australia)                           |
| 24 de junio      | Townsville                           | Queensland ( Australia)                           |
| 25 de junio      | Innisfail                            | Queensland ( Australia)                           |
| 26 de junio      | Cairns                               | Queensland ( Australia)                           |
| 27 de junio      | Port Douglas e Isla de Thursday      | Queensland ( Australia)                           |
| 28 de junio      | Katherine                            | Territorio del Norte ( Australia)                 |
| 29 de junio      | Darwin                               | Territorio del Norte ( Australia)                 |
| 30 de junio      | Kununurra y Broome                   | Australia Occidental ( Australia)                 |
| 1 de julio       | Port Hedland y Carnarvon             | Australia Occidental ( Australia)                 |
| 2 de julio       | Geraldton y Albany                   | Australia Occidental ( Australia)                 |
| 3 de julio       | Manjimup                             | Australia Occidental ( Australia)                 |
| 4 de julio       | Bunbury                              | Australia Occidental ( Australia)                 |
| 5 de julio       | Mandurah                             | Australia Occidental ( Australia)                 |
| 6 de julio       | Fremantle                            | Australia Occidental ( Australia)                 |
| 7 de julio       | Perth                                | Australia Occidental ( Australia)                 |
| 8 de julio       | Joondalup                            | Australia Occidental ( Australia)                 |
| 9 de julio       | Northam                              | Australia Occidental ( Australia)                 |
| 10 de julio      | Kalgoorlie                           | Australia Occidental ( Australia)                 |
| 11 de julio      | Port Augusta                         | Australia Meridional ( Australia)                 |
| 12 de julio      | Port Pirie                           | Australia Meridional ( Australia)                 |
| 13 de julio      | Tanunda                              | Australia Meridional ( Australia)                 |
| 14 de julio      | Adelaida                             | Australia Meridional ( Australia)                 |
| 15 de julio      | Adelaida                             | Australia Meridional ( Australia)                 |
| 16 de julio      | Murray Brigde                        | Australia Meridional ( Australia)                 |
| 17 de julio      | Naracoorte                           | Australia Meridional ( Australia)                 |
| 18 de julio      | Mount Gambier                        | Australia Meridional ( Australia)                 |
| 19 de julio      | Hamilton y Portland                  | Victoria ( Australia)                             |
| 20 de julio      | Warrnambool                          | Victoria ( Australia)                             |
| 21 de julio      | Colac                                | Victoria ( Australia)                             |
| 22 de julio      | Ararat                               | Victoria ( Australia)                             |
| 23 de julio      | Horsham                              | Victoria ( Australia)                             |
| 24 de julio      | Swan Hill                            | Victoria ( Australia)                             |
| 25 de julio      | Echuca                               | Victoria ( Australia)                             |
| 26 de julio      | Shepparton                           | Victoria ( Australia)                             |
| 27 de julio      | Bendigo y Maryborough                | Victoria ( Australia)                             |
| 28 de julio      | Ballarat                             | Victoria ( Australia)                             |
| 29 de julio      | Geelong y Flemington                 | Victoria ( Australia)                             |
| 30 de julio      | Melbourne                            | Victoria ( Australia)                             |
| 31 de julio      | Melbourne                            | Victoria ( Australia)                             |
| 1 de agosto      | Devonport y Queenstown               | Tasmania ( Australia)                             |
| 2 de agosto      | Glenorchy                            | Tasmania ( Australia)                             |
| 3 de agosto      | Hobart                               | Tasmania ( Australia)                             |
| 4 de agosto      | Campbell Town y Launceston           | Tasmania ( Australia)                             |
| 5 de agosto      | Deloraine                            | Tasmania ( Australia)                             |
| 7 de agosto      | Morwell                              | Victoria ( Australia)                             |
| 8 de agosto      | Bairnsdale                           | Victoria ( Australia)                             |
| 9 de agosto      | Warragul                             | Victoria ( Australia)                             |
| 10 de agosto     | Healesville                          | Victoria ( Australia)                             |
| 11 de agosto     | Seymour                              | Victoria ( Australia)                             |
| 12 de agosto     | Wangaratta                           | Victoria ( Australia)                             |
| 13 de agosto     | Mount Hotham                         | Victoria ( Australia)                             |
| 14 de agosto     | Albury                               | Victoria ( Australia)                             |
| 15 de agosto     | Griffith                             | Nueva Gales del Sur ( Australia)                  |
| 16 de agosto     | Wagga Wagga                          | Nueva Gales del Sur ( Australia)                  |
| 17 de agosto     | Cowra                                | Nueva Gales del Sur ( Australia)                  |
| 18 de agosto     | Parkes                               | Nueva Gales del Sur ( Australia)                  |
| 19 de agosto     | Mildura y Broken Hill                | Nueva Gales del Sur ( Australia)                  |
| 20 de agosto     | Bourke y Moree                       | Nueva Gales del Sur ( Australia)                  |
| 21 de agosto     | Armidale                             | Nueva Gales del Sur ( Australia)                  |
| 22 de agosto     | Tenterfield                          | Nueva Gales del Sur ( Australia)                  |
| 23 de agosto     | Ballina                              | Nueva Gales del Sur ( Australia)                  |
| 24 de agosto     | Coffs Harbour                        | Nueva Gales del Sur ( Australia)                  |
| 25 de agosto     | Port Macquarie                       | Nueva Gales del Sur ( Australia)                  |
| 26 de agosto     | Tuncurry                             | Nueva Gales del Sur ( Australia)                  |
| 27 de agosto     | Newcastle                            | Nueva Gales del Sur ( Australia)                  |
| 28 de agosto     | Gosford                              | Nueva Gales del Sur ( Australia)                  |
| 29 de agosto     | Cessnock                             | Nueva Gales del Sur ( Australia)                  |
| 30 de agosto     | Muswellbrook                         | Nueva Gales del Sur ( Australia)                  |
| 31 de agosto     | Tamworth                             | Nueva Gales del Sur ( Australia)                  |
| 1 de septiembre  | Dubbo                                | Nueva Gales del Sur ( Australia)                  |
| 2 de septiembre  | Bathurst                             | Nueva Gales del Sur ( Australia)                  |
| 3 de septiembre  | Penrith                              | Nueva Gales del Sur ( Australia)                  |
| 4 de septiembre  | Bowral                               | Nueva Gales del Sur ( Australia)                  |
| 5 de septiembre  | Camberra                             | Territorio de la Capital Australiana ( Australia) |
| 7 de septiembre  | Cooma                                | Nueva Gales del Sur ( Australia)                  |
| 8 de septiembre  | Bega                                 | Nueva Gales del Sur ( Australia)                  |
| 9 de septiembre  | Batemans Bay                         | Nueva Gales del Sur ( Australia)                  |
| 10 de septiembre | Kiama                                | Nueva Gales del Sur ( Australia)                  |
| 11 de septiembre | Wollongong y Cronulla                | Nueva Gales del Sur ( Australia)                  |
| 12 de septiembre | Parramatta                           | Nueva Gales del Sur ( Australia)                  |
| 13 de septiembre | Sídney                               | Nueva Gales del Sur ( Australia)                  |
| 15 de septiembre | Estadio Olímpico                     | Nueva Gales del Sur ( Australia)                  |